# Окуби-э
Окуби-э (яп. 大首絵 — изображения больших голов) — жанровая разновидность и композиционный тип традиционной японской гравюры на дереве школы укиё-э («картины изменчивого мира») в жанре бидзинга (изображение красавиц). Гравюры «окуби-э» обычно представляют собой погрудные портреты знаменитых городских красавиц — гейш в обыденной, домашней обстановке.
Создателем первого подобного изображения считают Кацукаве Сюнко I (1743—1812). Он разработал такой тип изображения на основе портретов актёров-мужчин театра кабуки. В начале 1790-х годов выдающийся художник Китагава Утамаро стал создавать портреты красивых женщин в разных ситуациях, домашних занятиях и настроениях. Власти сёгуната в 1800 году запретили окуби-э, но через восемь лет запрет был снят. Ксилографии Утамаро отличаются тончайшей стилизацией, нежной грацией и изысканностью цветовых отношений. За эту серию Утамаро получил прозвание «художник женщин».

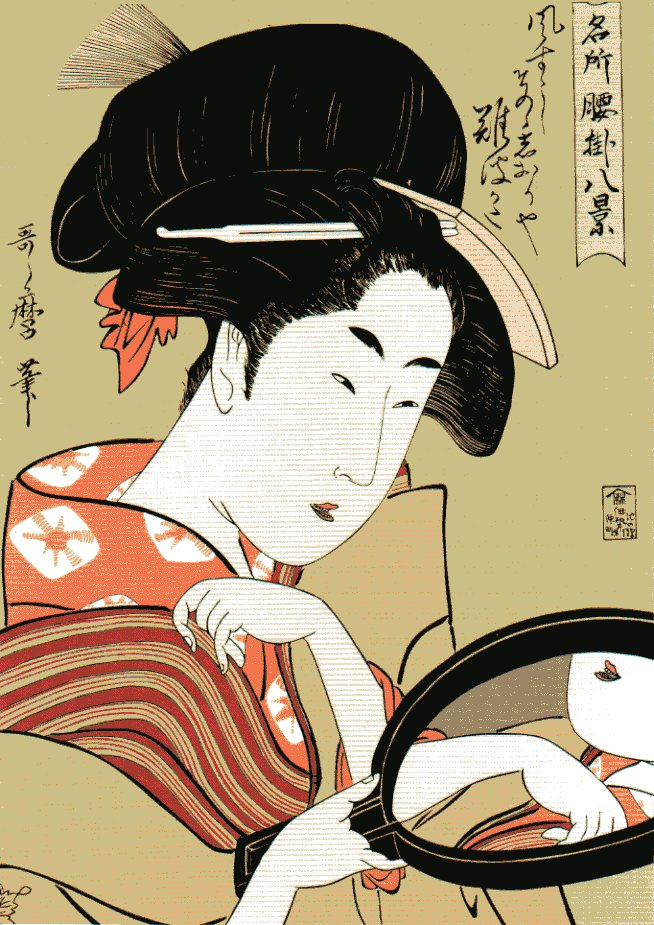
Китагава Утамаро. Женщина с зеркалом. Ксилография
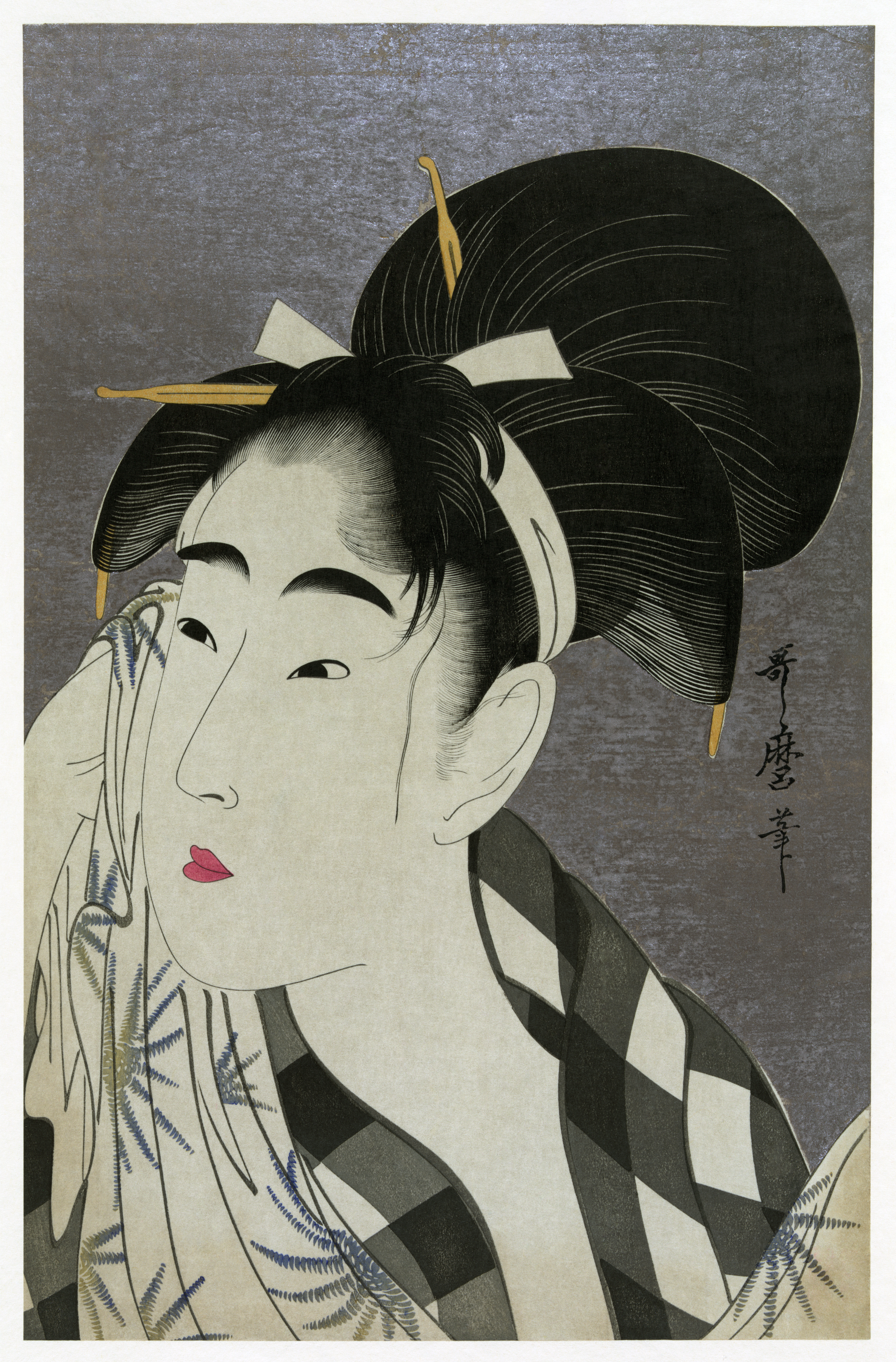
Китагава Утамаро. Женщина, утирающая пот. 1798. Ксилография
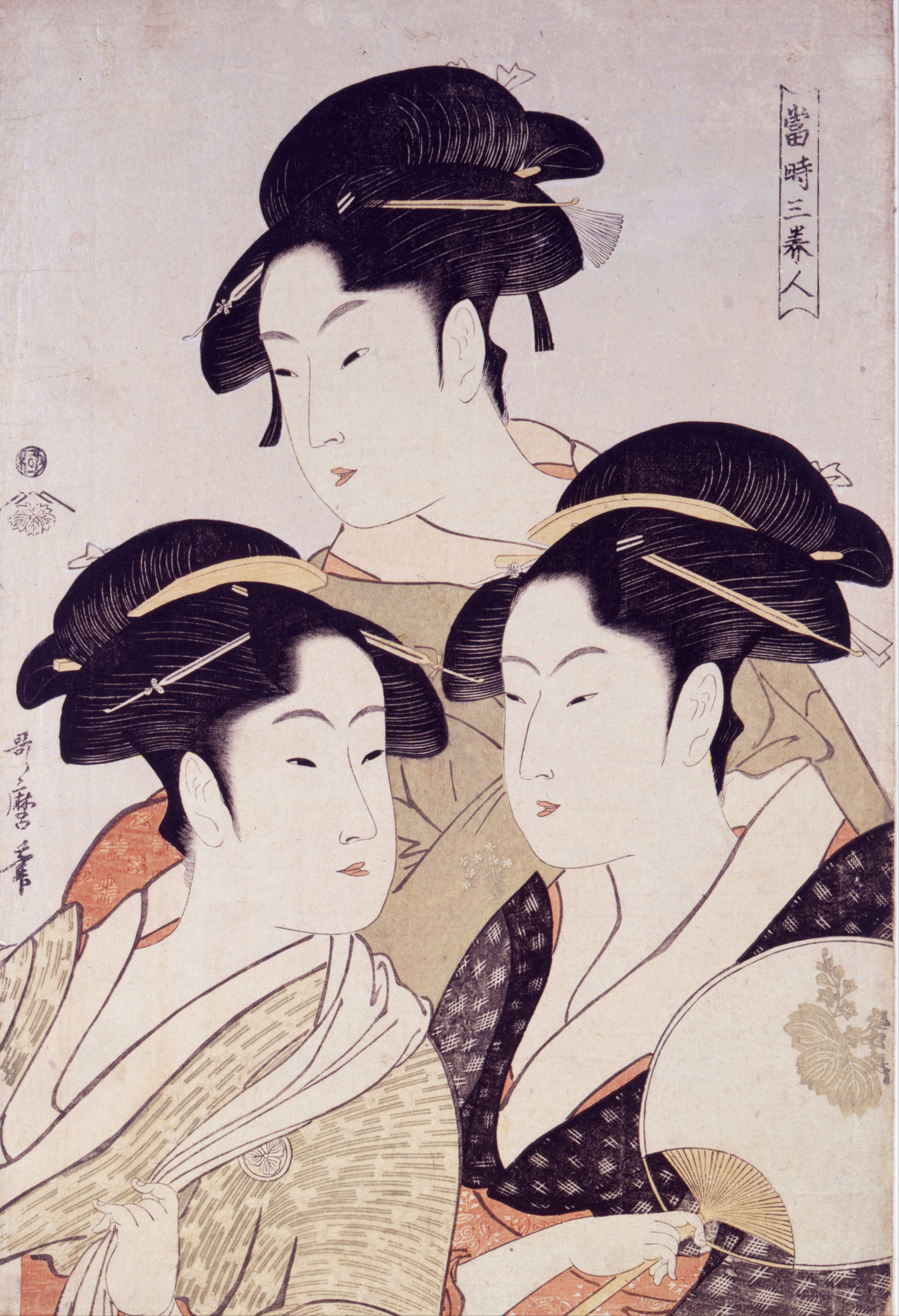
Kитагава Утамаро. Три знаменитые красавицы. Ок. 1793. Ксилография